# Baltasar de Zúñiga y Guzmán, Marquês de Valero

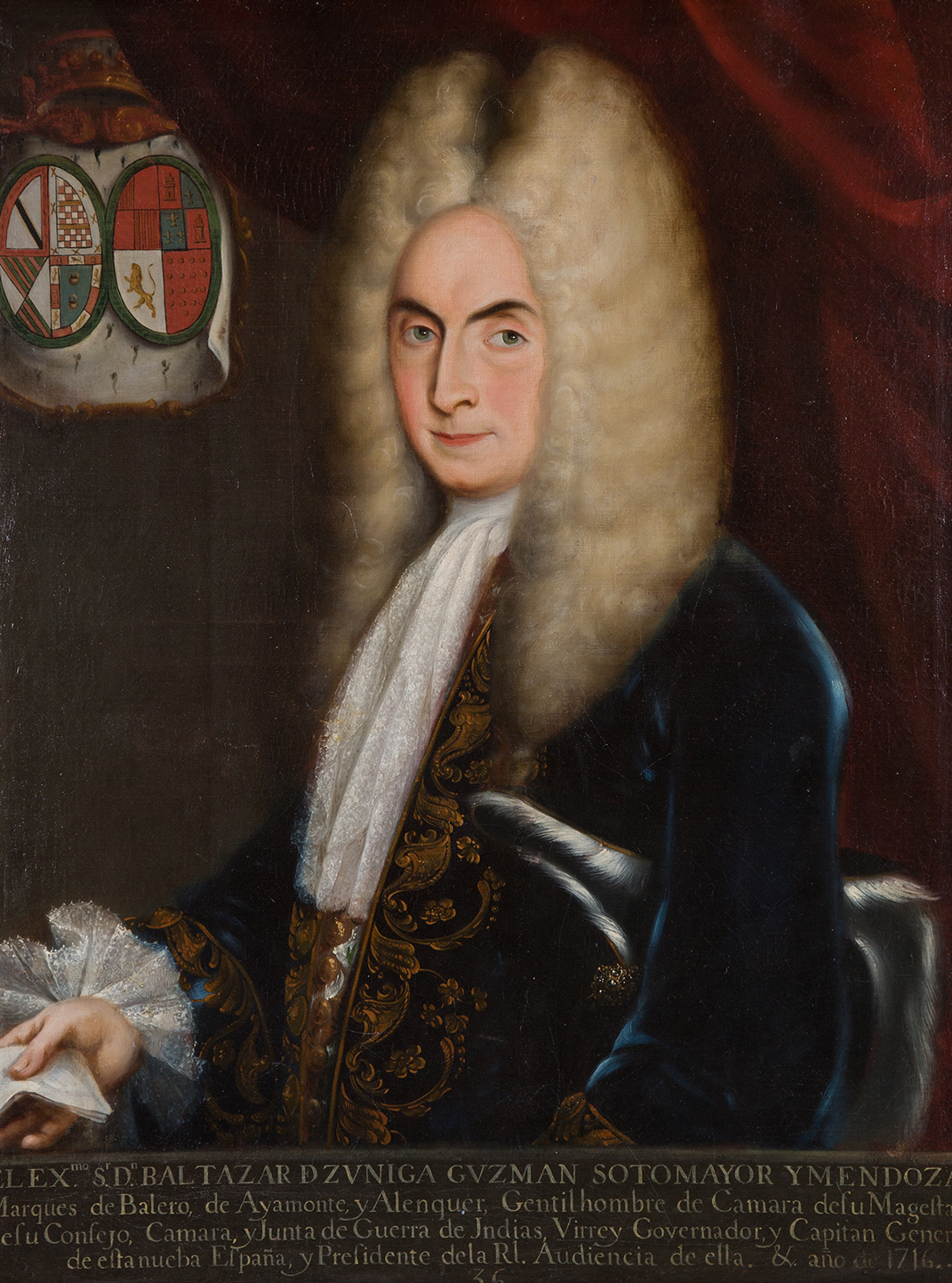
Baltasar de Zúñiga Guzmán Sotomayor y Mendoza, duque de Arión, marqués de Valero, Ayamonte, Alenquer.

Baltasar de Zúñiga y Guzmán, Marquês de Valero (1658 - Madrid, 26 de dezembro de 1727) foi Vice-rei de Navarra e 2.° Marquês de Valero 1.° Duque de Arión. Exerceu o vice-reinado de Navarra entre 1693 e 1697. Antes dele o cargo foi exercido por Juan Manuel Fernández Pacheco. Seguiu-se-lhe Juan Carlos de Batevile.